# Большепрудный
Большепрудный — посёлок в Первомайском районе Оренбургской области. Входит в состав Рубежинского сельсовета.

## География
Посёлок расположен на левом берегу реки Большая Быковка, в 35 км к юго-востоку от районного центра посёлка Первомайский.

## История
До 1966 года носил название Большой Чеботарёв.

## Население
| 2010 |
| ---- |
| 198  |